# Andor Tivadar
Andor Tivadar (1888-ig: Andrejczó) (Pillerpeklén, 1854. október 4. – Budapest, 1914. szeptember 1.) pedagógus.

## Életpályája
Középiskolába Kassán járt. 1875–1878 között a budapesti tudományegyetemen folytatta tanulmányait. 1878–1914 között Budapesten (1878–1880), Pozsonyban (1880–1890), Miskolcon (1890–1899), majd ismét Budapesten (1899–1914) tanított. 1878–1880 között a budapesti II. kerületi polgári fiúiskola tornamestere volt. 1880–1890 között a pozsonyi római katolikus főgimnázium tornatanítója, 1885–1890 között az ottani tankerületi főigazgatóság tollnoka volt. 1881–1889 között a Pozsonyi Torna Egylet művezetője, valamint torna- és vívómestere volt. 1889–1898 között a Miskolci Atlétakör tornamestere volt. 1890–1899 között a miskolci gimnázium rendes tanára volt. 1899–1914 között a budapesti I. kerületi állami főgimnázium rendes tanára volt.
A Magyarországi Tornatanítók Egyletének alelnöke, a Testnevelési Tanács tagja volt. Sokat tett a tornatanítás népszerűsítése érdekében.

## Művei
- Gymnastika (Pozsonyvidéki Lapok, 1885)
- Jelentés a Pozsonyi Tornaegylet ötéves működéséről (Pozsony, 1886)
- Jelentés a Pozsonyi Tornaegylet 1886–1889. évi működéséről és állapotáról (Pozsony, 1887–1889)
- Alakítsunk tornaegyesületet Miskolczon (Borsodmegyei Lapok, 1891)
- A testedzés (Miskolc, 1893)
- A Miskolci Atlétakör 1896–1898. évi évkönyve (Miskolc, 1896-1898)
- Tornatanár-képzés külföldön és nálunk (Budapest, 1900)
- A Magyarországi Tornatanítók Egylete 25-éves fennállásának története (Budapest, 1906)